# Kaies Ghodhbane
Kaies Ghodhbane (en árabe: قيس غُضبان‎; Ksar Hellal, Túnez, 7 de enero de 1976) es un exfutbolista tunecino que jugaba en la posición de centrocampista.

## Clubes
| Club                     | País                   | Año       |
| ------------------------ | ---------------------- | --------- |
| Étoile Sportive du Sahel | Túnez                  | 1995-2002 |
| Baniyas Club             | Emiratos Árabes Unidos | 2002-2003 |
| Diyarbakırspor           | Turquía                | 2003-2004 |
| Samsunspor               | Turquía                | 2004-2006 |
| Konyaspor                | Turquía                | 2006      |
| Étoile Sportive du Sahel | Túnez                  | 2006-2007 |

## Logros
- Copa Africana de Naciones (1): 2004